# NGC 7781
NGC 7781 is een spiraalvormig sterrenstelsel in het sterrenbeeld Vissen. Het hemelobject werd op 16 augustus 1830 ontdekt door de Britse astronoom John Herschel.

## Synoniemen
- MCG 1-60-47
- ZWG 407.72
- PGC 72785